# Rosignano Monferrato
Rosignano Monferrato (piemontesisch Arsgnan oder Arzgnan) ist eine italienische Gemeinde in der Provinz Alessandria (AL), Region Piemont.

## Lage und Einwohner
Die Gemeinde Rosignano Monferrato liegt 34 Kilometer nordwestlich von der Provinzhauptstadt Alessandria entfernt auf einem Hügel in der Weinregion Monferrato. Das Gemeindegebiet umfasst eine Fläche von 19 km² und hat 1425 (Stand 31. Dezember 2023) Einwohner.
Die Nachbargemeinden sind Camagna Monferrato, Casale Monferrato, Cella Monte, Frassinello Monferrato, Ozzano Monferrato, San Giorgio Monferrato und Terruggia.

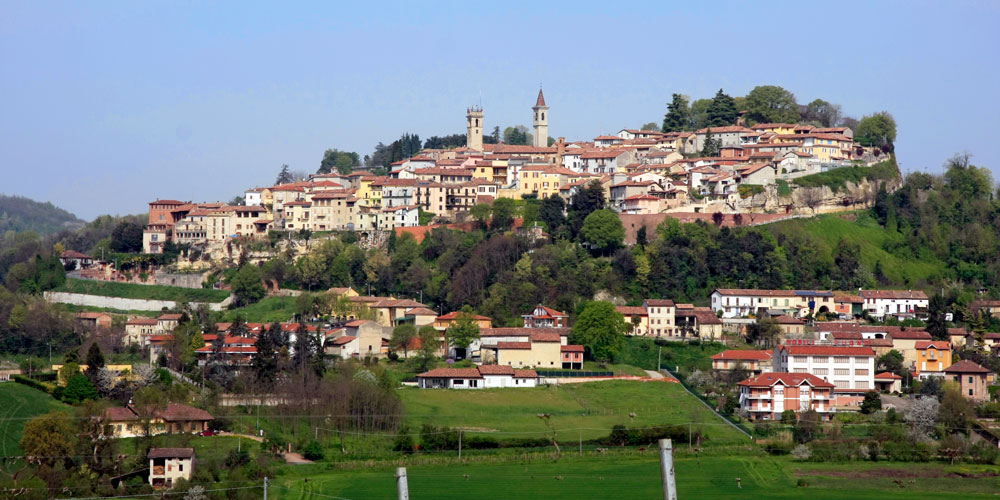
Panorama

### Bevölkerungsentwicklung
In den letzten hundert Jahren, beginnend mit dem Jahr 1921, hat sich die Wohnbevölkerung halbiert.

## Geschichte

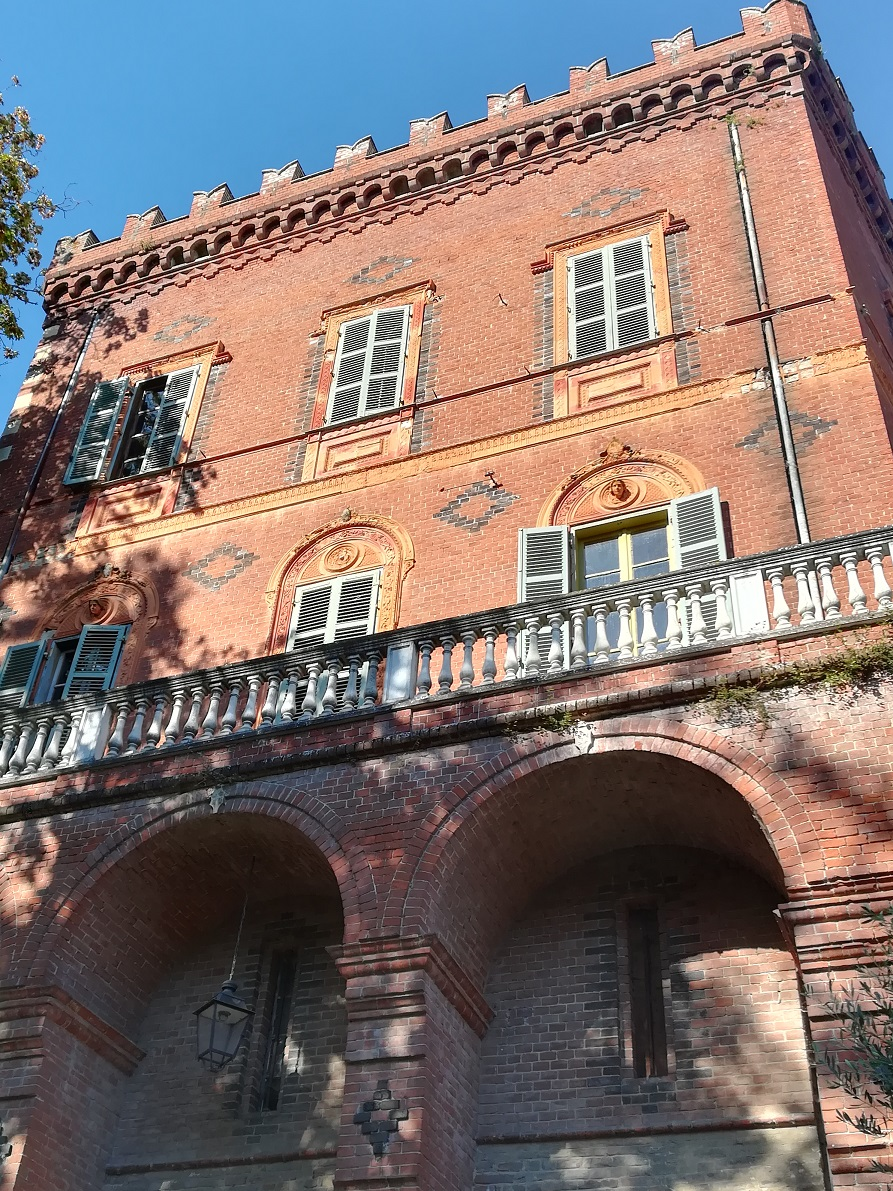
Das Schloss Uviglie

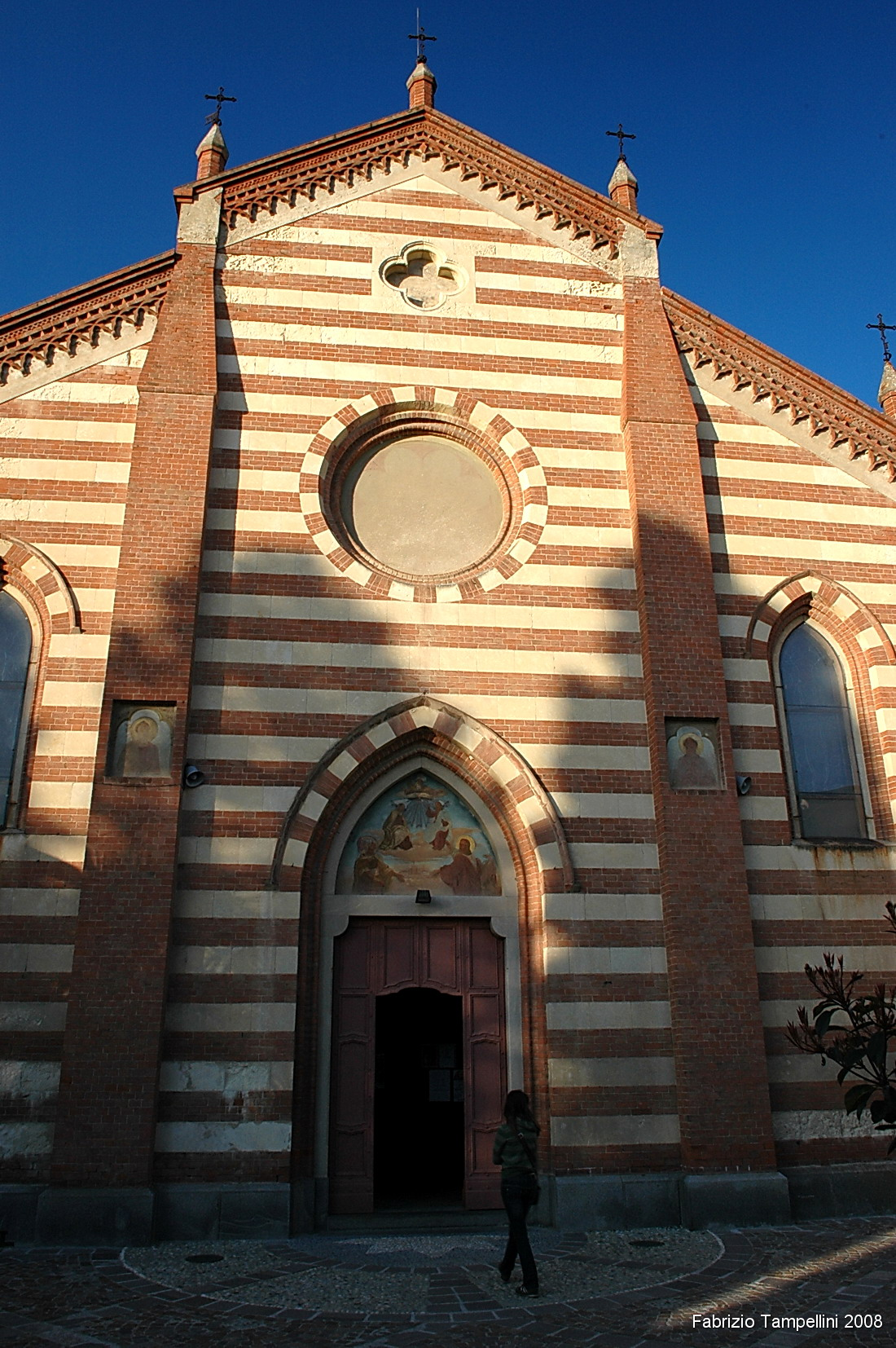
Kirche San Vittore

Der Name der Siedlung ist ab 960 durch die Formen „Ruxignanus“, „Rusignanus“ und „Rosignanus“ belegt. Dieses letzte Zeugnis scheint eine übermäßig korrigierende Reaktion auf den Dialektnamen darzustellen. Seine Ursprünge reichen bis in die Antike zurück, obwohl die ersten Dokumente, die seine Existenz belegen, aus dem Jahr 1250 stammen. Nachdem es Teil der Herrschaft der Markgrafen von Monferrato geworden war, erlebte es die historischen Ereignisse der Familien, die von Zeit zu Zeit seine Herren waren. Bis zum Beginn des 14. Jahrhunderts wurde es von den Aleramici regiert und ging dann bis 1536, dem Jahr ihres Aussterbens, in die Hände der Paleologi über.
Anschließend betrat die Familie Gonzaga die Bühne und setzte das Gebiet einer Reihe von Schlachten und Zusammenstößen aus, die zu einem Waffenstillstand führten, als Mitte des 17. Jahrhunderts der Frieden zwischen Frankreich und Spanien geschlossen wurde. Nach der Eingliederung in das Königreich Savoyen wurde es von den Truppen Napoleons besetzt und in den Rang eines „Chef de lieu“ des Departements Marengo erhoben.

## Sehenswürdigkeiten
- Die Überreste der alten Festung.
- Die Pfarrkirche San Vittore, erbaut im 15. Jahrhundert und mit einer zweifarbigen Fassade aus dem 20. Jahrhundert.
- Die Kirche Sant'Antonio. Bereits 1295 mit dem Titel „Heiliger Johannes der Täufer“ und dann „Johannes der Evangelist“ bezeugt, erhielt sie ihren heutigen Titel erst zu Beginn des 19. Jahrhunderts. Sie ist die älteste Kirche in Rosignano, nachdem die Pfarrkirche San Vittore aus dem 11. Jahrhundert auch aufgrund der Kriege des 16. Jahrhunderts verfallen war. Ab dem 13. Jahrhundert war sie eine Friedhofskirche. Es sind Freskenfragmente zu sehen, die vermutlich aus dem 12. und 16. Jahrhundert stammen.[3]
- Das Schloss von Uviglie, aus antiker Zeit, zwischen dem 17. und 18. Jahrhundert restauriert. Im Schloss sind wichtige antike Möbel erhalten geblieben.
- Bemerkenswert sind auch die Infernot, in den Tuffstein gegrabene Keller, in denen der Wein bei idealer Temperatur gelagert werden kann. In Rosignano Monferrato hat es vier davon.[4]

## Kulinarische Spezialitäten
Bei Rosignano Monferrato werden Reben der Sorte Barbera für den Barbera d’Asti, einen Rotwein mit DOCG Status, sowie für den Barbera del Monferrato angebaut.